# New Minden
New Minden és una població dels Estats Units a l'estat d'Illinois. Segons el cens del 2000 tenia 204 habitants.

## Demografia
Segons el cens del 2000, New Minden tenia 204 habitants, 88 habitatges, i 62 famílies. La densitat de població era de 281,3 habitants/km².
Dels 88 habitatges en un 28,4% hi vivien nens de menys de 18 anys, en un 54,5% hi vivien parelles casades, en un 11,4% dones solteres, i en un 29,5% no eren unitats familiars. En el 26,1% dels habitatges hi vivien persones soles el 15,9% de les quals corresponia a persones de 65 anys o més que vivien soles. El nombre mitjà de persones vivint en cada habitatge era de 2,32 i el nombre mitjà de persones que vivien en cada família era de 2,76.
Per edats la població es repartia de la següent manera: un 25% tenia menys de 18 anys, un 5,4% entre 18 i 24, un 29,9% entre 25 i 44, un 21,6% de 45 a 60 i un 18,1% 65 anys o més.
L'edat mediana era de 38 anys. Per cada 100 dones de 18 o més anys hi havia 71,9 homes.
La renda mediana per habitatge era de 41.875 $ i la renda mediana per família de 45.417 $. Els homes tenien una renda mediana de 30.000 $ mentre que les dones 19.286 $. La renda per capita de la població era de 17.942 $. Cap de les famílies i el 2,5% de la població estaven per davall del llindar de pobresa.

## Poblacions més properes
El següent diagrama mostra les poblacions més properes.